# Hammer & Zirkel
Hammer & Zirkel ist ein deutschsprachiges Hip-Hop-Trio. Es besteht aus dem Rapper G-Fu (Hammer), dem Produzenten Sneezy (Zirkel) sowie dem DJ Tracksau (&).

## Biografie
Hammer & Zirkel unternahmen ihre ersten Schritte im Hip-Hop während der Jahrtausendwende. Zu dieser Zeit versuchen sich beide sowohl als Rapper als auch als DJ. Mit der Zeit konzentrierten sich Hammer & Zirkel auf ein Element. G-Fu rappte fortan seine Texte, während sich Sneezy für die Produktionen verantwortete. Später entscheiden sich die beiden, als Duo zu fungieren. Der Name Hammer & Zirkel bezieht sich dabei auf die entsprechende Flagge der DDR.

„Wir tragen die ostdeutsche Mentalität und die Erziehung, die uns unsere Eltern mitgegeben haben, in uns. Natürlich steht der Name auch für das Label Plattenbau Ost. Das ergibt ein gutes Sinnbild für die ganze Schoose.“

2006 kam das Duo mit dem Plattenlabel Plattenbau Ost in Kontakt. Joe Rilla sollte damals ein Mixtape des Duos abmischen und mastern und nahm Hammer & Zirkel unter Vertrag. Während der Arbeitsphase am Album hatten Hammer & Zirkel auch Auftritte bei Feuer über Deutschland 3. Im Oktober 2008 erschien das Debütalbum Musik ist unser Leben, darum werden wir Erzieher, auf welchem unter anderem B-Tight, Marteria oder Abroo vertreten waren. Zwei Monate später wurde das Mixtape Klicksongscheiß zum kostenfreien Download veröffentlicht. Darauf war eine Sammlung an Features und Freetracks enthalten.
Anfang 2009 stieß der Berliner DJ Tracksau zum Duo, seitdem sind Hammer & Zirkel zu dritt unterwegs.
Im Mai 2010 erschien die kostenlose Online-EP Two and a half Man gemeinsam mit Liquit Walker. Die EP bestand vor allem aus Coverversionen bekannter Songs, so wurde der Track Schlechtes Vorbild auf der ursprünglichen Musik von Sidos gleichnamigen Song aufgenommen. Auch das Cover ist stark an die US-amerikanische Serie angelehnt.
Am 13. August 2010 veröffentlichte Hammer & Zirkel das zweite Album Wir sind Freunde und darum machen wir Musik über ihr eigenes Label H&Z-Entertainment. Auf dem Song Musik ist unser Leben, darum wurden wir Erzieher, der sich mit dem Erzieher-Beruf beschäftigt, sind die Rapper Laas Unltd. und Sido, sowie der Produzent 7inch mitvertreten – alle drei haben schon als Erzieher gearbeitet.

## Diskografie
Alben
- 2008: Musik ist unser Leben, darum werden wir Erzieher
- 2010: Wir sind Freunde und darum machen wir Musik
- 2012: Sex Sells

Mixtapes
- 2008: Klicksongscheiß (Online-Mixtape)

EPs
- 2010: Two and a half Men (Online-EP mit Liquit Walker)
- 2011: Two and a half Men 2  (mit Liquit Walker)

Juice-Exclusives
- 2008: Ostlerhackfleischplatte (Juice-Exclusive! auf Juice-CD #87)
- 2008: Ansage Ost (feat. Joe Rilla, Morlockk Dilemma, Dissziplin, Six Eastwood, Abroo, Zoit und Damion Davis) (Juice-Exclusive! auf Juice-CD #90)
- 2008: Todesliste (Juice-Exclusive! auf Juice-CD #92)
- 2009: Fußgängerzone (feat. Abroo) (Juice-Exclusive auf Juice-CD #100)